# رمبرت (کارولینای جنوبی)
رمبرت(به انگلیسی: Rembert) شهری در ایالت کارولینای جنوبی کشور ایالات متحده آمریکا است که جمعیت آن در سرشماری سال ۲۰۱۰ میلادی، ۳۰۶ نفر بوده‌است.